# George Colman (író, 1732–1794)
Idősebb George Colman (Firenze, 1732. április – Paddington, 1794. augusztus 14. ) angol drámaíró, fordító, színházigazgató.

## Élete
Ifjabb George Colman apja. Oxfordban jogot tanult, 1757-ben avatták ügyvéddé, de már 1761-ben elhagyta a jogász pályát. 1767-ben negyedrészben megvette a Covent Garden színházat, amelyet 7 évig vezetett. Átdolgozta és színpadra állította Shakespeare drámáit. 1774-ben társainak eladta a részét, s 1776-ban megvásárolta a haymarketi Little Theatre-t. A színház Colman vezetése alatt élte fénykorát. 1785-ben szélhűdés (???) érte, 1789-ben elméje teljesen elborult, s a színház igazgatását fia vette át.

## Munkássága
- Korai műveiben a szentimentalizmus divatját kritizálta.
- Átdolgozta Francis Beaumont és John Fletcher darabjait, Ben Jonson Volponéját ( 1782), lefordította Terentius vígjátékait (1765), Plautus Mercator című színdarabját (1767).
- Első darabját David Garrick mutatta be a Drury Lane színházban (Polly Honeycombe 1760).
- The Jealous Wife (1761) című színdarabja majdnem száz évig állandóan műsoron volt.
- Esszéit több lap közölte.
- Garrickkel közösen írt The Clandestine Marriage (Titkos házasság 1766) című darabjából készült Domenico Cimarosa azonos című operájának szövegkönyve.

## Fő művei
- Dramatick Works (1–4, 1777)
- Prose on Several Occasions (1–3, versek és próza, 1787)